# Fiódor Rostopchín
El conde Fiódor Vasílievich Rostopchín (en ruso: Фёдор Васи́льевич Ростопчи́н) (gobernación de Oriol, 12 de marzo de 1763  - Moscu, 18 de enero de 1826), fue un general y político ruso. Aparece, muy menospreciado, como personaje de la novela Guerra y Paz del famoso escritor ruso Lev Tolstói. Padre de la escritora Condesa de Ségur.

## Biografía
Después de algunos estudios superficiales entró en el Ejército como teniente de la guardia imperial y, al tener una gran influencia sobre el zar Pablo I de Rusia, pronto fue ascendido a general adjunto en 1796, y empezó a funcionar como ayudante de este emperador. Después fue nombrado, por el mismo zar, ministro de Relaciones Exteriores, y se le concedió el título de conde en 1799. Sin embargo, dos años después tuvo que abandonar sus relaciones con la corte por su oposición a la alianza con Francia. 
Fue llamado de nuevo en 1810 por el zar Alejandro I de Rusia, que lo nombró, al poco tiempo, gobernador general de Moscú. Tras recibir en 1812 la noticia de que soldados franceses liderados por Napoleón se aproximaban a la ciudad, dirigió al pueblo en contra de la invasión e hizo deportar a algunos ciudadanos franceses y polacos que se suponían aliados con el ejército napoleónico. Posteriormente, ordenó evacuar los archivos y tesoros de las iglesias y palacios, hizo abrir las puertas de las cárceles, dio al pueblo los fusiles del arsenal y ordenó quemar los almacenes de aguardiente y las barcazas que llevaban alcohol. Debido a estos actos, fue culpado del incendio que arrasó Moscú el día siguiente a la entrada en la ciudad de los invasores franceses, pero él negó su responsabilidad en el folleto La verdad sobre el incendio de Moscú (La vérité sur l’incendie de Moscou - París, 1823).
En 1814, acompañó al zar Alejandro I al Congreso de Viena y renunció a su cargo de gobernador de Moscú en 1817, residiendo en París hasta 1825, año en que volvió a Rusia para morir un año después.

## Obras
Dejó diversas obras en francés y en ruso, como sus Memorias escritas en diez minutos (Mémoires écrites en dix minutes), publicadas póstumas en 1853 en San Petersburgo. Este mismo año se publicaron sus Obras completas entre las figuran dos comedias, sus impresiones de viaje por Rusia y Alemania y proclamas de 1812 al pueblo de Moscú.